# Zwitserland op de Olympische Zomerspelen 2016
Zwitserland nam deel aan de Olympische Zomerspelen 2016 in Rio de Janeiro, Brazilië. De selectie bestond 104 sporters, uitkomend in zeventien olympische sportdisciplines, en was daarmee de grootste olympische ploeg van Zwitserland sinds Atlanta 1996. Vlaggendrager bij de openingsceremonie was Giulia Steingruber; Nino Schurter droeg de Zwitserse vlag bij de sluitingsceremonie.
De Zwitsers wonnen zeven medailles, waarvan drie goud, twee zilver en twee brons. Daarmee waren het ook in het aantal medailles de meest succesvolle Spelen sinds 1996. Op 10 augustus won wielrenner Fabian Cancellara goud in de tijdrit, gedurende het laatste seizoen van zijn professionele carrière. Mountainbiker Nino Schurter, die al eerder olympisch zilver en brons won, werd olympisch kampioen bij de mannenwedstrijd. Ook wonnen de Zwitserse lichte vier-zonder goud in het Lagoa Rodrigo de Freitas. Het was voor het eerst in twee decennia dat Zwitserland een olympische titel won in het roeien. Onder de overige medaillewinnaars waren tennissters Timea Bacsinszky en Martina Hingis, die in de finale van het dubbelspel verslagen werden door de Russinnen Jekaterina Makarova en Jelena Vesnina.

## Medailleoverzicht
| Sport       | Olympiër                                            | Onderdeel              | Medaille |
| ----------- | --------------------------------------------------- | ---------------------- | -------- |
| Roeien      | Mario Gyr Simon Niepmann Simon Schürch Lucas Tramèr | lichte vier-zonder (m) | Goud     |
| Wielersport | Nino Schurter                                       | mountainbike (m)       | Goud     |
| Wielersport | Fabian Cancellara                                   | tijdrit (m)            | Goud     |
| Tennis      | Timea Bacsinszky Martina Hingis                     | dubbelspel (v)         | Zilver   |
| Triatlon    | Nicola Spirig-Hug                                   | vrouwen                | Zilver   |
| Gymnastiek  | Giulia Steingruber                                  | sprong (v)             | Brons    |
| Schietsport | Heidi Diethelm Gerber                               | 25 m sportpistool (v)  | Brons    |

## Deelnemers en resultaten
(m) = mannen, (v) = vrouwen 

### Atletiek
| Olympiër                                                                                | Discipline               | Resultaat    | Prestatie                                       |
| --------------------------------------------------------------------------------------- | ------------------------ | ------------ | ----------------------------------------------- |
| Kariem Hussein                                                                          | 400m horden (m)          | series       | series: 49.80 (5e)                              |
| Tadesse Abraham                                                                         | marathon (m)             | 7e           | 2:11:42 (7e)                                    |
| Christian Kreienbühl                                                                    | marathon (m)             | 76e          | 2:21:13 (76e)                                   |
|                                                                                         |                          |              |                                                 |
| Mujinga Kambundji                                                                       | 100 m (v)                | halve finale | series: 11.19 (3e) halve finale: 11.16 (6e)     |
| Mujinga Kambundji                                                                       | 200 m (v)                | halve finale | series: 22.78 (3e) halve finale: 22.83 (6e)     |
| Selina Büchel                                                                           | 800 m (v)                | halve finale | series: 1:59.00 (1e) halve finale: 1:59.35 (3e) |
| Clélia Reuse                                                                            | 100m horden (v)          | halve finale | series: 12.91 (4e) halve finale: 12.96 (5e)     |
| Petra Fontanive                                                                         | 400m horden (v)          | series       | series: 56.80 (6e)                              |
| Léa Sprunger                                                                            | 400m horden (v)          | series       | series: 56.58 (4e)                              |
| Fabienne Schlumpf                                                                       | 3000 m steeplechase (v)  | 18e          | series: 9:30.54 (6e) finale: 9:59.30 (18e)      |
| Sarah Atcho Ajla del Ponte Mujinga Kambundji Salomé Kora Marisa Lavanchy Ellen Sprunger | 4×100 m (v)              | series       | series: 43.12 (5e)                              |
| Maja Neuenschwander                                                                     | marathon (v)             | 29e          | 2:34:27 (29e)                                   |
| Nicole Büchler                                                                          | polsstokhoogspringen (v) | 6e           | kwalificaties: 4,55 m (8e) finale: 4,70 m (6e)  |
| Angelica Moser                                                                          | polsstokhoogspringen (v) | 23e          | kwalificaties: 4,45 m (23e)                     |

### Badminton
| Olympiër       | Discipline    | Resultaat  | Prestatie                                                                                      |
| -------------- | ------------- | ---------- | ---------------------------------------------------------------------------------------------- |
| Sabrina Jaquet | enkelspel (v) | groepsfase | groepsfase verloor van Kirsty Gilmour (21–17, 21–15) verloor van Linda Zetcheri (21–17, 21–15) |

### Golf
| Olympiër          | Discipline | Resultaat | Prestatie                    |
| ----------------- | ---------- | --------- | ---------------------------- |
| Fabienne In-Albon | vrouwen    | 57e       | totaal: 306 punten (par +22) |
| Albane Valenzuela | vrouwen    | 21e       | totaal: 282 punten (par –2)  |

### Gymnastiek
| Olympiër                                                                 | Discipline               | Resultaat | Prestatie |
| ------------------------------------------------------------------------ | ------------------------ | --------- | --- |
| Pablo Brägger                                                            | meerkamp individueel (m) | 16e       | vloer: 14,933 paard voltige: 14,033 ringen: 13,908 sprong: 14,300 brug: 15,033 rekstok: 15,166 totaal: 87,373 punten (16e)                                                                          |
| Eddy Yusof                                                               | meerkamp individueel (m) | 12e       | vloer: 14,633 paard voltige: 14,533 ringen: 14,716 sprong: 15,066 brug: 14,933 rekstok: 14,533 totaal: 88,414 punten (12e)                                                                          |
| Christian Baumann Pablo Brägger Benjamin Gischard Oliver Hegi Eddy Yusof | meerkamp team (m)        | 9e        | kwalificaties vloer: 44,599 voltige: 42,532 ringen: 42,866 sprong: 44,000 brug: 44,099 rekstok: 42,166 totaal: 260,262 punten (9e)                                                                  |
|                                                                          |                          |           | |
| Giulia Steingruber VO                                                    | meerkamp individueel (v) | 10e       | kwalificaties sprong: 15,600 brug ongelijk: 13,900 balk: 12,733 vloer: 14,666 totaal: 56,899 punten (15e) finale sprong: 15,366 brug: 13,800 balk: 13,666 vloer: 14,733 totaal: 57,565 punten (10e) |
| Giulia Steingruber VO                                                    | sprong (v)               | Brons     | kwalificaties: 15,600 punten (5e) finale: 15,216 punten (3e) |
| Giulia Steingruber VO                                                    | vloer (v)                | 8e        | kwalificaties: 14,666 punten (3e) finale: 11,800 punten (8e) |

### Judo
| Olympiër           | Discipline | Resultaat    | Prestatie                                                                                    |
| ------------------ | ---------- | ------------ | -------------------------------------------------------------------------------------------- |
| Ludovic Chammartin | –60 kg (m) | derde ronde  | tweede ronde won van Lenin Preciado: yuko derde ronde verloor van Diyorbek Urozboev: yuko    |
| Ciril Grossklaus   | –90 kg (m) | tweede ronde | tweede ronde verloor van Alexandre Iddir: shido                                              |
|                    |            |              |                                                                                              |
| Evelyne Tschopp    | –52 kg (v) | derde ronde  | tweede ronde won van Priscilla Gneto: ippon derde ronde verloor van Majlinda Kelmendi: ippon |

### Kanovaren

#### Slalom
| Olympiër                | Discipline     | Resultaat | Prestatie                                                         |
| ----------------------- | -------------- | --------- | ----------------------------------------------------------------- |
| Lukas Werro Simon Werro | C-2 slalom (m) | 9e        | series: 110.56 (9e) halve finale: 115.40 (9e) finale: 111.52 (9e) |

#### Sprint
| Olympiër   | Discipline    | Resultaat | Prestatie             |
| ---------- | ------------- | --------- | --------------------- |
| Fabio Wyss | K-1 1000m (m) | series    | series: 3:41.985 (7e) |

### Paardensport

#### Dressuur
| Olympiër               | Discipline  | Resultaat | Prestatie                                                               |
| ---------------------- | ----------- | --------- | ----------------------------------------------------------------------- |
| Marcela Krinke-Susmelj | individueel | 24e       | Grand Prix: 72,700 punten (24e) Grand Prix Special: 72,885 punten (24e) |

#### Eventing
| Olympiër   | Discipline  | Resultaat | Prestatie |
| ---------- | ----------- | --------- | --- |
| Ben Vogg   | individueel | 43e       | dressuur: 51,70 strafpunten (49e) crosscountry: 82,40 strafpunten (43e) springconcours: 14 strafpunten (43e) totaal: 148,10 strafpunten (43e) |
| Felix Vogg | individueel | —         | dressuur: 46,70 strafpunten (25e) crosscountry: uitgeschakeld                                                                                 |

### Roeien
| Olympiër                                                       | Discipline             | Resultaat | Prestatie                                                                                           |
| -------------------------------------------------------------- | ---------------------- | --------- | --------------------------------------------------------------------------------------------------- |
| Michael Schmid Daniel Wiederkehr                               | lichte dubbel-twee (m) | 13e       | series: 6:29.95 (3e) herkansing: 7:07.90 (3e) halve finale C/D: 7:22.15 (1e) C-finale: 6:42.57 (1e) |
| Mario Gyr Simon Niepmann Simon Schürch Lucas Tramèr            | lichte vier-zonder     | Goud      | series: 6:03.52 (3e) halve finale: 6:17.85 (1e) finale: 6:20.51 (1e)                                |
| Barnabé Delarze Augustin Maillefer Roman Röösli Nico Stahlberg | dubbel-vier (m)        | 7e        | series: 5:51.52 (3e) herkansing: 5:56.13 (4e) B-finale: 6:11.18 (7e)                                |
|                                                                |                        |           | |
| Jeannine Gmelin                                                | skiff (v)              | 5e        | series: 8:28.10 (2e) kwartfinale: 7:29.66 (2e) halve finale: 7:49.83 (3e) finale: 7:29.69 (5e)      |

### Schermen
| Olympiër                                                 | Discipline            | Resultaat      | Prestatie |
| -------------------------------------------------------- | --------------------- | -------------- | --- |
| Max Heinzer                                              | degen individueel (m) | kwartfinale    | tweede ronde won van Paolo Pizzo (15–11) derde ronde won van Vadim Anochin (15–7) kwartfinale verloor van Park Sang-young (4–15)                                                                                                   |
| Fabian Kauter                                            | degen individueel (m) | derde ronde    | tweede ronde won van Antolij Herej (15–9) derde ronde verloor van Yannick Borel (14–15) |
| Benjamin Steffen                                         | degen individueel (m) | bronzen finale | tweede ronde won van Jason Pryor (15–14) derde ronde won van Bogdan Nikisjin (15–14) kwartfinale won van Yannick Borel (15–10) halve finale verloor van Park Sang-young (9–15) bronzen finale verloor van Gauthier Grumier (11–15) |
| Max Heinzer Fabian Kauter Benjamin Steffen Peer Borsky r | degen team (m)        | 6e             | eerste ronde verloren van Italië (32–45) plaatsen 5–8 wonnen van Rusland (45–28) plaatsen 5–6 verloren van Zuid-Korea (36–45) |
|                                                          |                       |                | |
| Tiffany Géroudet                                         | degen individueel (v) | eerste ronde   | eerste ronde verloor van Rayssa Costa (13–15) |

### Schietsport
| Olympiër              | Discipline              | Resultaat | Prestatie                                                                         |
| --------------------- | ----------------------- | --------- | --------------------------------------------------------------------------------- |
| Jan Lochbichler       | 10 m luchtgeweer (m)    | 14e       | kwalificaties: 623 punten (14e)                                                   |
| Jan Lochbichler       | 50 m drie houdingen (m) | 30e       | kwalificaties: 1166 punten (30e)                                                  |
|                       |                         |           |                                                                                   |
| Nina Christen         | 10 m luchtgeweer (v)    | 16e       | kwalificaties: 414,7 punten (16e)                                                 |
| Nina Christen         | 50 m drie houdingen (v) | 6e        | kwalificaties: 586 punten (2e) finale: 414,8 punten (6e)                          |
| Heidi Diethelm Gerber | 10 m luchtpistool (v)   | 35e       | kwalificaties: 376 punten (35e)                                                   |
| Heidi Diethelm Gerber | 25 m pistool            | Brons     | kwalificaties: 582 punten (7e) halve finale: 18 punten (4e) finale: 8 punten (3e) |
| Sarah Hornung         | 10 m luchtgeweer (m)    | 21e       | kwalificaties: 414,3 punten (21e)                                                 |

### Synchroonzwemmen
| Olympiër                  | Discipline | Resultaat | Prestatie |
| ------------------------- | ---------- | --------- | --- |
| Sophie Giger Sascia Kraus | duet       | 14e       | kwalificaties technische routine: 83,3366 punten (13e) vrije routine: 83,5667 punten (14e) totaal: 166,9033 punten (14e) |

### Tennis
| Olympiër                        | Discipline     | Resultaat    | Prestatie |
| ------------------------------- | -------------- | ------------ | --- |
| Timea Bacsinszky                | enkelspel (v)  | eerste ronde | eerste ronde verloor van Zhang Shuai (7–64, 4–6, 67–7) |
| Timea Bacsinszky Martina Hingis | dubbelspel (v) | Zilver       | eerste ronde wonnen van Gavrilova – Stosur (6–4, 4–6, 6–2) tweede ronde wonnen van Mattek-Sands – Vandeweghe (6–4, 6–4) kwartfinale wonnen van Chan H-c – Chan Y-j (6–3, 6–0) halve finale won van Hlaváčková – Hradecká (5–7, 7–64, 6–2) finale verloren van Makarova – Vesnina (4–6, 4–6) |

### Triatlon
| Olympiër          | Discipline | Resultaat | Prestatie                                                                 |
| ----------------- | ---------- | --------- | ------------------------------------------------------------------------- |
| Sven Riederer     | mannen     | 19e       | zwemmen: 17:48 wielrennen: 56:03 hardlopen: 33:00 totaal: 1:48:15 (19e)   |
| Andrea Salvisberg | mannen     | 16e       | zwemmen: 17:28 wielrennen: 55:04 hardlopen: 34:00 totaal: 1:47:56 (16e)   |
|                   |            |           |                                                                           |
| Jolanda Annen     | vrouwen    | 14e       | zwemmen: 19:19 wielrennen: 1:01:20 hardlopen: 37:32 totaal: 1:59:42 (14e) |
| Nicola Spirig     | vrouwen    | Zilver    | zwemmen: 19:12 wielrennen: 1:01:22 hardlopen: 34:50 totaal: 1:56:56 (2e)  |

### Volleybal
| Olympiër                          | Discipline | Resultaat      | Prestatie |
| --------------------------------- | ---------- | -------------- | --- |
| Isabelle Forrer Anouk Vergé-Dépré | beach (v)  | achtste finale | groepsfase verloren van Wang – Yue (22–24, 21–18, 12–15) wonnen van Artacho – Laird (19–21, 21–16, 21–19) verloren van Ross – Walsh Jennings (13–21, 24–22, 12–15) achtste finale verloren van Ludwig – Walkenhorst (19–21, 10–21)                                                                |
| Joana Heidrich Nadine Zumkehr     | beach (v)  | kwartfinale    | groepsfase wonnen van Borger – Büthe (21–12, 21–16) verloren van Bansley – Pavan (18–21, 18–21) wonnen van Van Gestel – Van der Vlist (17–21, 21–11, 15–8) achtste finale wonnen van Meppelink – Van Iersel (19–21, 21–13, 15–10) kwartfinale verloren van Larissa – Talita (23–21, 25–27, 13–15) |

### Wielersport

#### Baan
| Olympiër                                             | Discipline               | Resultaat | Prestatie |
| ---------------------------------------------------- | ------------------------ | --------- | --- |
| Gaël Suter                                           | omnium (m)               | 12e       | totaal: 95 punten (12e) |
| Olivier Beer Silvan Dillier Frank Pasche Théry Schir | ploegenachtervolging (m) | 7e        | kwalificatieronde: 4:03.845 (7e) halve finale verloren van Duitsland (4:03.580, 7e) plaatsen 7–8 wonnen van China (4:01.786, 7e) |

#### BMX
| Olympiër   | Discipline | Resultaat    | Prestatie                                                                             |
| ---------- | ---------- | ------------ | ------------------------------------------------------------------------------------- |
| David Graf | mannen     | halve finale | plaatsingsronde: 34.678 (2e) kwartfinale: 14 punten (4e) halve finale: 22 punten (7e) |

#### Mountainbike
| Olympiër          | Discipline | Resultaat | Prestatie    |
| ----------------- | ---------- | --------- | ------------ |
| Lars Förster      | mannen     | DNF       | DNF          |
| Mathias Flückiger | mannen     | 6e        | 1:35:52 (6e) |
| Nino Schurter VS  | mannen     | Goud      | 1:33:28 (1e) |
|                   |            |           |              |
| Linda Indergand   | vrouwen    | 8e        | 1:33:27 (8e) |
| Jolanda Neff      | vrouwen    | 6e        | 1:32:43 (6e) |

#### Weg
| Olympiër              | Discipline       | Resultaat | Prestatie       |
| --------------------- | ---------------- | --------- | --------------- |
| Michael Albasini      | wegwedstrijd (m) | DNF       | DNF             |
| Steve Morabito        | wegwedstrijd (m) | DNF       | DNF             |
| Sébastien Reichenbach | wegwedstrijd (m) | 19e       | 6:13:36 (19e)   |
| Fabian Cancellara     | wegwedstrijd (m) | 34e       | 6:21:54 (34e)   |
| Fabian Cancellara     | tijdrit (m)      | Goud      | 1:12:15.42 (1e) |
|                       |                  |           |                 |
| Jolanda Neff          | wegwedstrijd (v) | 8e        | 3:51:47 (8e)    |

### Zeilen
| Olympiër                          | Discipline   | Resultaat | Prestatie                |
| --------------------------------- | ------------ | --------- | ------------------------ |
| Mateo Sanz Lanz                   | RS:X (m)     | 14e       | totaal: 136 punten (14e) |
| Yannick Brauchli Romuald Hausser  | 470 (m)      | 9e        | totaal: 94 punten (9e)   |
| Lucien Cujean Sébastien Schneiter | 49er         | 13e       | totaal: 120 punten (13e) |
|                                   |              |           |                          |
| Linda Fahrni Maja Siegenthaler    | 470 (v)      | 14e       | totaal: 104 punten (14e) |
|                                   |              |           |                          |
| Matías Bühler Nathalie Brugger    | Nacra 17 (g) | 7e        | totaal: 100 punten (7e)  |

### Zwemmen
| Olympiër                                                           | Discipline            | Resultaat | Prestatie                                                 |
| ------------------------------------------------------------------ | --------------------- | --------- | --------------------------------------------------------- |
| Alexandre Haldemann                                                | 200 m vrije slag (m)  | 38e       | series: 1:49.94 (38e)                                     |
| Yannick Käser                                                      | 100 m schoolslag (m)  | 24e       | series: 1.00.71 (24e)                                     |
| Yannick Käser                                                      | 200 m schoolslag (m)  | 20e       | series: 2:11.77 (20e)                                     |
| Jérémy Desplanches                                                 | 200 m wisselslag (m)  | 13e       | series: 1:59.67 (12e) halve finale: 2:00.38 (13e)         |
| Jérémy Desplanches                                                 | 400 m wisselslag (m)  | 13e       | series: 4:15.46 (13e, NR)                                 |
|                                                                    |                       |           |                                                           |
| Alexandra Touretski                                                | 50 m vrije slag (v)   | 41e       | series: 25.66 (41e)                                       |
| Danielle Villars                                                   | 100 m vlinderslag (v) | 27e       | series: 59.45 (27e)                                       |
| Martina van Berkel                                                 | 200 m rugslag (v)     | 24e       | series: 2:13.46 (24e)                                     |
| Martina van Berkel                                                 | 200 m vlinderslag (v) | 12e       | series: 2:08.00 (11e, NR) halve finale: 2:07.90 (12e, NR) |
| Martina van Berkel                                                 | 400 m wisselslag (v)  | 24e       | series: 4:45.12 (24e)                                     |
| Maria Ugolkova                                                     | 200 m wisselslag (v)  | 19e       | series: 2:13.77 (19e)                                     |
| Maria Ugolkova                                                     | 200 m wisselslag (v)  | 19e       | series: 2:13.77 (19e)                                     |
| Noémi Girardet Alexandra Touretski Maria Ugolkova Danielle Villars | 4×100m vrije slag (v) | 14e       | series: 3:41.02 (14e, NR)                                 |

Afghanistan · Albanië · Algerije · Amerikaanse Maagdeneilanden · Amerikaans-Samoa · Andorra · Angola · Antigua en Barbuda · Argentinië · Armenië · Aruba · Australië · Azerbeidzjan · Bahama's · Bahrein · Bangladesh · Barbados · België · Belize · Benin · Bermuda · Bhutan · Bolivia · Bosnië en Herzegovina · Botswana · Brazilië · Britse Maagdeneilanden · Brunei · Bulgarije · Burkina Faso · Burundi · Cambodja · Canada · Centraal-Afrikaanse Republiek · Chili · China · Chinees Taipei · Colombia · Comoren · Congo-Brazzaville · Congo-Kinshasa · Cookeilanden · Costa Rica · Cuba · Cyprus · Denemarken · Djibouti · Dominica · Dominicaanse Republiek · Duitsland · Ecuador · Egypte · El Salvador · Equatoriaal-Guinea · Eritrea · Estland · Ethiopië · Fiji · Filipijnen · Finland · Frankrijk · Gabon · Gambia · Georgië · Ghana · Grenada · Griekenland · Groot-Brittannië · Guam · Guatemala · Guinee · Guinee‑Bissau · Guyana · Haïti · Honduras · Hongarije · Hongkong · Ierland · IJsland · India · Indonesië · Irak · Iran · Israël · Italië · Ivoorkust · Jamaica · Japan · Jemen · Jordanië · Kaaimaneilanden · Kaapverdië · Kameroen · Kazachstan · Kenia · Kirgizië · Kiribati · Kosovo · Kroatië · Laos · Lesotho · Letland · Libanon · Liberia · Libië · Liechtenstein · Litouwen · Luxemburg · Macedonië · Madagaskar · Malawi · Malediven · Maleisië · Mali · Malta · Marshalleilanden · Marokko · Mauritanië · Mauritius · Mexico · Micronesië · Moldavië · Monaco · Mongolië · Montenegro · Mozambique · Myanmar · Namibië · Nauru · Nederland · Nepal · Nicaragua · Nieuw-Zeeland · Niger · Nigeria · Noord-Korea · Noorwegen · Oeganda · Oekraïne · Oezbekistan · Oman · Oostenrijk · Oost-Timor · Pakistan · Palau · Palestina · Panama · Papoea-Nieuw-Guinea · Paraguay · Peru · Polen · Portugal · Puerto Rico · Qatar · Roemenië · Rusland · Rwanda · Saint Kitts en Nevis · Saint Lucia · Saint Vincent en Grenadines · Salomonseilanden · Samoa · San Marino · Sao Tomé en Principe · Saoedi-Arabië · Senegal · Servië · Seychellen · Sierra Leone · Singapore · Slovenië · Slowakije · Soedan · Somalië · Spanje · Sri Lanka · Suriname · Swaziland · Syrië · Tadzjikistan · Tanzania · Thailand · Togo · Tonga · Trinidad en Tobago · Tsjaad · Tsjechië · Tunesië · Turkije · Turkmenistan · Tuvalu · Uruguay · Vanuatu · Venezuela · Verenigde Arabische Emiraten · Verenigde Staten · Vietnam · Wit-Rusland · Zambia · Zimbabwe · Zuid-Afrika · Zuid-Korea · Zuid-Soedan · Zweden · Zwitserland
Individuele Olympische Atleten · Olympisch vluchtelingenteam